# مناطق کوئینزلند

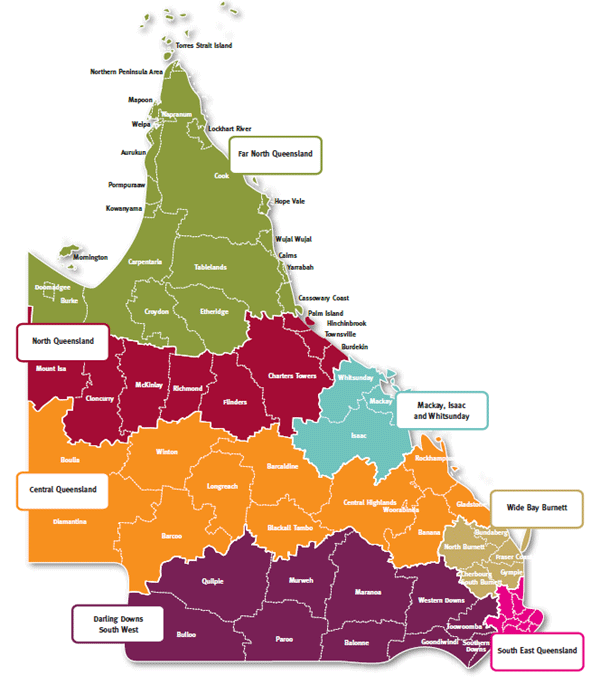
مناطق کوئینزلند

شهرها و بزرگراه‌ها در کوئینزلند

مناطق کوئینزلند اشاره به نواحی جغرافیایی شناخته شده در ایالت کوئینزلند استرالیا دارد. این ایالت وسیع و در بسیاری مناطق دارای مناطق جمعیتی کم‌تراکم و دور افتاده‌است و بنابراین برای سهولت اداره و خدمات رسانی، به چند منطقه تقسیم می‌شود. این تقسیم‌بندی در ادارات و با اهداف مختلف با هم متفاوت است.

## مناطق
بر اساس تعریف دفتر سرمایه‌گذاری و تجارت دولت کوئینزلند، این ایالت دارای هفت ناحیه یا منطقه است.
- جنوب شرق کوئینزلند
- دارلینگ داونز جنوب غرب
- واید بی - بارنت
- کوئینزلند مرکزی
- مکای، ایزاک و ویتساندی
- شمال کوئینزلند
- شمال دور کوئینزلند

مناطق کوچکتری مانند جزایر تنگه تورس، جزایر ویتساندی و جنوب غرب کوئینزلند نیز وجود دارند.

## جنوب شرق کوئینزلند

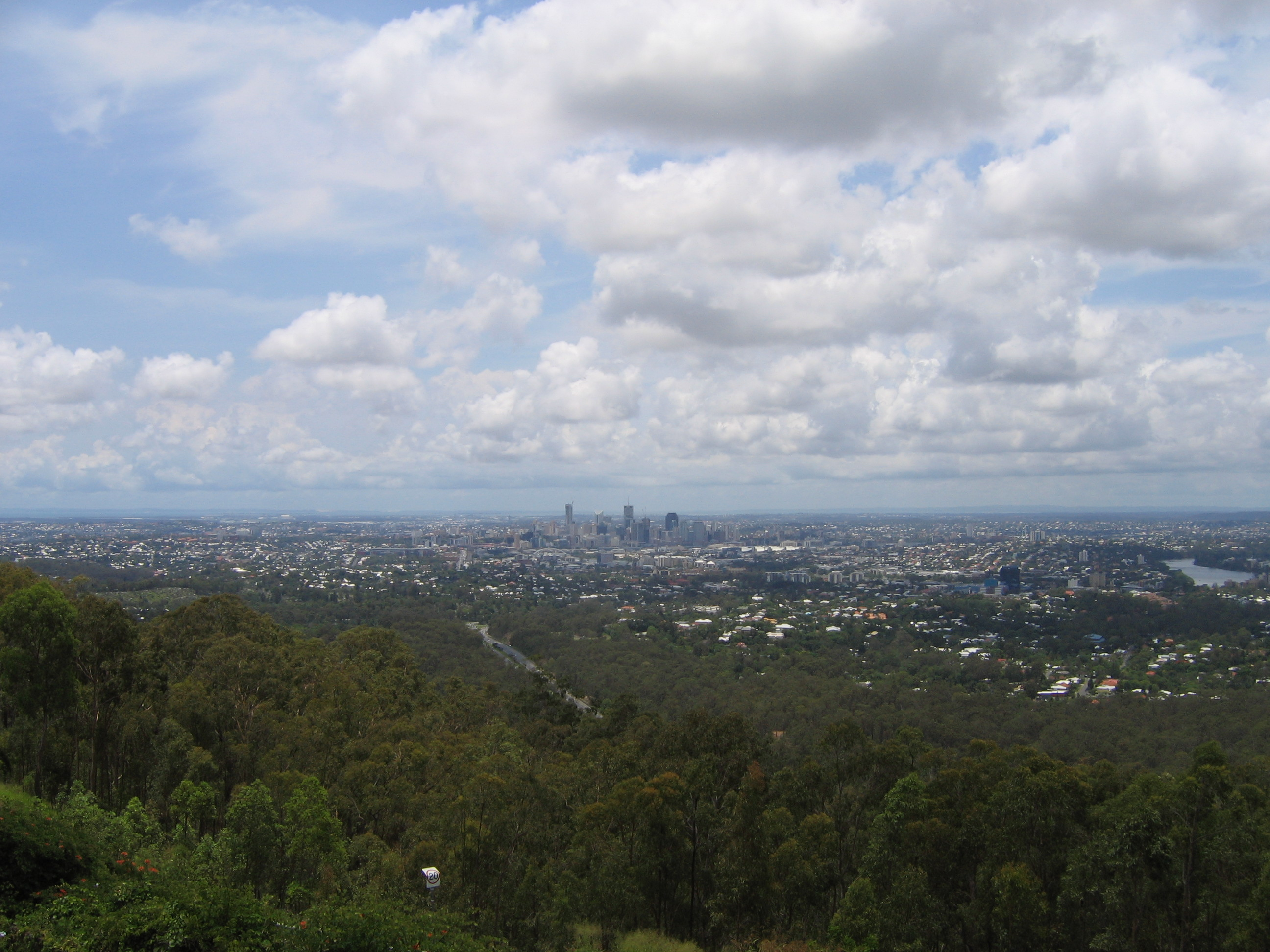
بریزبن بزرگترین شهر در ایالت کوئینزلند است.

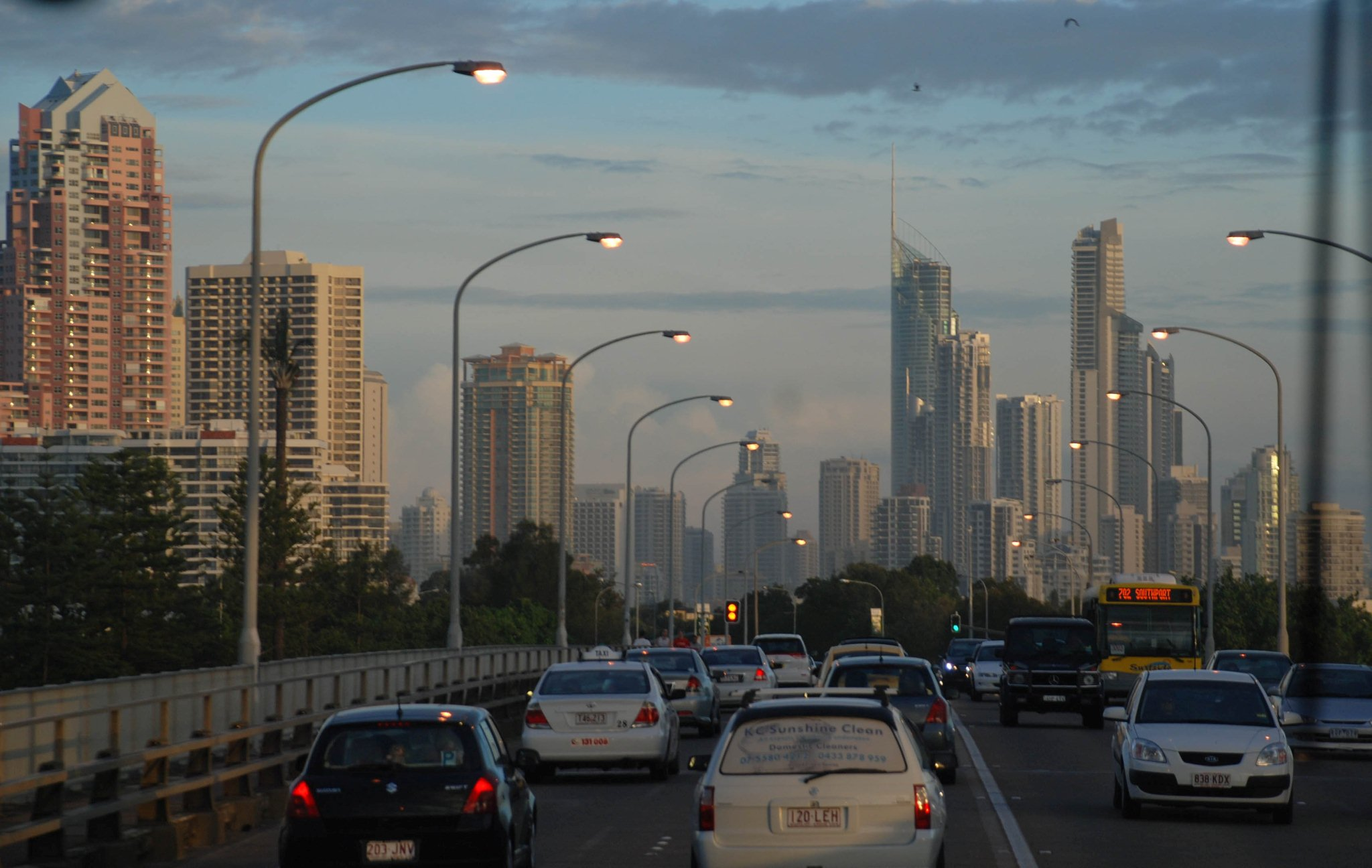
گلدکُست

جنوب شرق کوئینزلند معمولاً یک منطقه واحد در نظر گرفته می‌شود که شامل دو ناحیه آماری بریزبن و مورتون است. جمعیت این منطقه ۲٬۸۴۷٬۰۲۹ نفر است که ۶۶٫۳ درصد جمعیت کل ایالت را تشکیل می‌دهد. این منطقه شامل بریزبن پایتخت ایالت، شهر لوگان، گلدکُست، سانشاین کُست، ا ایپسویچ و لاکیر ولی می‌شود. جنوب شرق کوئینزلند مرکز اداری، تجاری و گردشگری این ایالت محسوب می‌شود.

## جنوب غرب
دارلینگ داونز در حدود ۱۶۰ کیلومتر (۹۹ مایل) غرب بریزبن و مرز ایالت نیو ساوت ولز و جنوب استرالیا قرار دارد.

## وایدبی–برنت

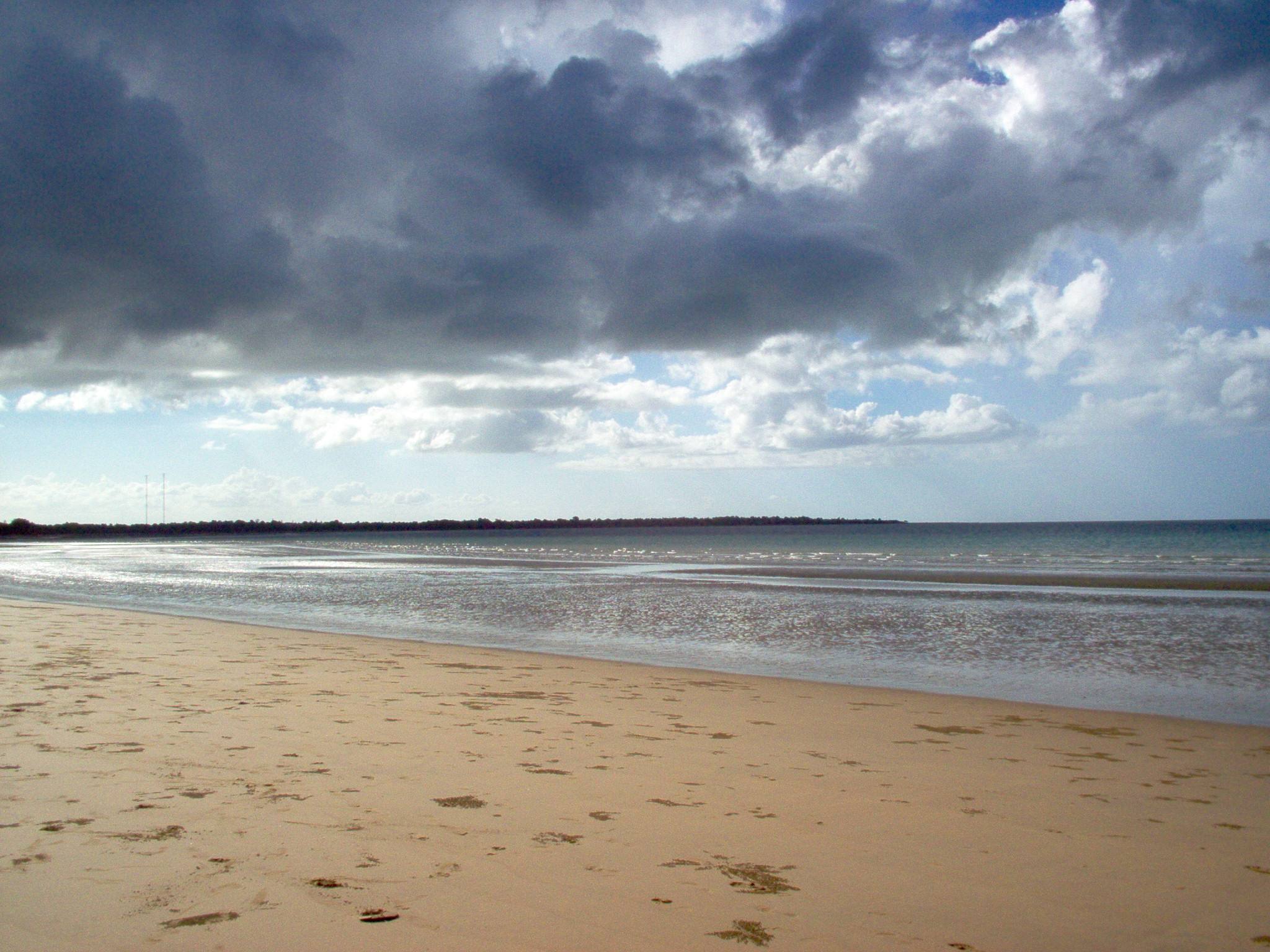
Hervey Bay بخشی از وایدبی–برنت

وایدبی-برنت در شمال دالینگ داونز و شمال سان شاین کُست قرار دارد و وسعت آن ۵۲٬۳۷۷ کیلومتر مربع (۲۰٬۲۲۳ مایل مربع) است. جمعیت آن در سال ۲۰۰۸ برابر با ۲۷۶٬۷۵۲ نفر بوده‌است.

## کوئینزلند مرکزی
کوئینزلند مرکزی در غرب کوئینزلند و در مجاورت دو ایالت جنوب استرالیا و قلمرو شمالی قرار دارد و مراکز عمده ان راکهمپتون (استرالیا) و گلدستون هستند. این سرزمین ۴۹۷٬۷۱۴ کیلومتر مربع (۱۹۲٬۱۶۸ مایل مربع) دارد ولی جمعیت آن تنها ۲۰۰٬۱۷2 (2008) نفر است. . اقتصاد این منطقه به شدت تحت استخراج از معادن زغال‌سنگ و گاوچرانی است.

## شمال کوئینزلند
شمال کوئینزلند یا کوئینزلند شمالی یک منطقه ساحلی در ناحیه تاونزویل و ماونت ایسا است.

## شمال دور
حد شمالی یا شمال دور شمالی‌ترین و بزرگترین ناحیه کوئینزلند است. که ۵۴ درصد خاک ایالت را در بر می‌گیرد. شبه جزیره کیپ یورک، تنگه تورس و خلیج Carpentaria در این ناحیه قرار دارند. شهر اصلی آن کنز است.

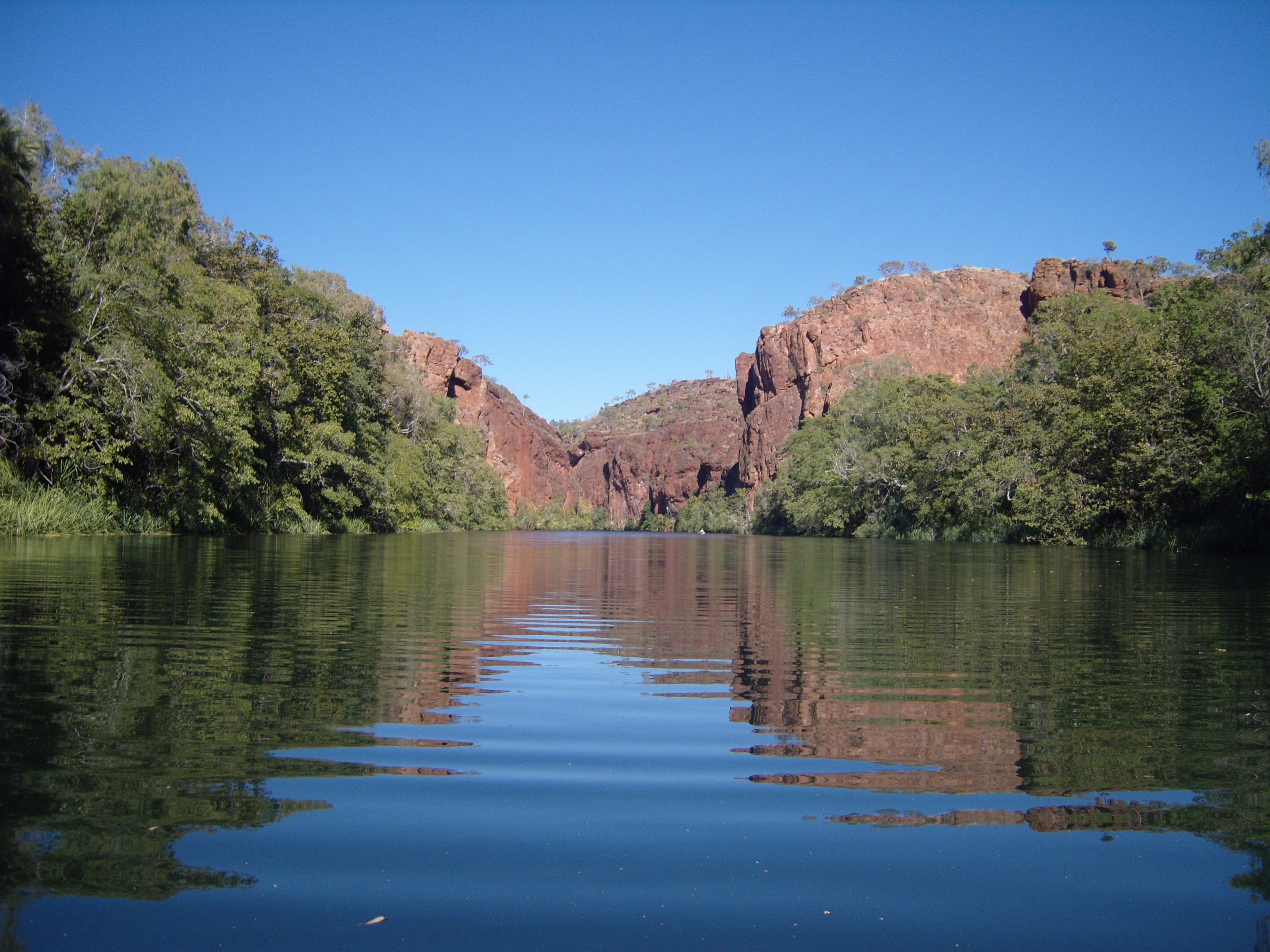
لاون هیل در پارک ملی بودجامولا.

## تعاریف دیگر
نامهای دیگری نیز برای مناطق کوئینزلند به کار رفته‌است:
- گرمسیری کوئینزلند – منطقه وزارت امور خارجه در شمال عرض جغرافیایی ۲۳٫۵ درجه جنوبی.
- گرمسیری شمال کوئینزلند – منطقه وزارت امور خارجه در شمال مککی.
- «دورافتاده» – به‌طور کلی اشاره به کوئینزلند خشک مناطق داخلی.
- Whitsunday سلیمان – گروهی از جزایر در مککی منطقه است. مقصد توریستی محبوب است. این منطقه شامل ساحلی جامعه Airlie ساحل و گاهی اوقات نیز اشاره به Proserpine.
- جزایر تنگه تورس – بین نوک شمالی کوئینزلند و پاپوآ گینه نو
- Atherton Tableland حاصلخیز کشاورزی در , Far North Queensland – کنز کشور،
- گرانیت کمربند – منطقه جنوب شرق کوئینزلند در مرکز شهر Stanthorpe.
- مرز رودخانه – در نزدیکی مرز بین نیو ساوت ولز و کوئینزلند.
- برج جدی Coast – بخش مرکزی کوئینزلند خط ساحلی است.
- Maranoa – یک منطقه است که گاهی اوقات به عنوان غربی عزیزم نشیب است اما بخشی از جنوب غرب کوئینزلند.
- این مارلین ساحل - ساحلی منطقه محور در کنز (استرالیا).
- شمال غرب کوئینزلند - منطقه اطراف کوه عیسی.